# パロアルト郡 (アイオワ州)
パロアルト郡（英: Palo Alto County）は、アメリカ合衆国アイオワ州の北西部に位置する郡である。2010年国勢調査での人口は9,421人であり、2000年の10,147人から7.2％減少した。郡庁所在地はエメッツバーグ市（人口3,904人）であり、同郡で人口最大の都市でもある。パロアルト郡は米墨戦争でアメリカが最初の勝利を挙げた戦場パロ・アルトにちなんで名付けられた。

## 地理
アメリカ合衆国国勢調査局に拠れば、郡域全面積は569.40平方マイル (1,474.7 km2)であり、このうち陸地563.83平方マイル (1,460.3 km2)、水域は5.57平方マイル (14.4 km2)で水域率は0.98％である。

### 主要高規格道路
- アメリカ国道18号線
- アイオワ州道4号線
- アイオワ州道15号線

### 隣接する郡
- エメット郡 - 北
- コスース郡 - 東
- ポカホンタス郡 - 南
- クレイ郡 - 西

## 人口動態

### 2010年国勢調査
以下は2010年国勢調査による人口統計データである。
基礎データ
- 人口: 9,421人
- 人口密度: 6人/km2（17人/mi2）
- 住居数: 4,628軒
- 使用住居: 3,994軒[5]

### 2000年国勢調査

2000人口ピラミッド

以下は2000年国勢調査による人口統計データである。
| 基礎データ - 人口: 10,147人 - 世帯数: 4,119 世帯 - 家族数: 2,673 家族 - 人口密度: 7人/km2（18人/mi2） - 住居数: 4,631軒 - 住居密度: 3軒/km2（8軒/mi2） 人種別人口構成 - 白人: 98.62% - アフリカン・アメリカン: 0.09% - ネイティブ・アメリカン: 0.19% - アジア人: 0.31% - 太平洋諸島系: 0.04% - その他の人種: 0.19% - 混血: 0.57% - ヒスパニック・ラテン系: 0.76% 年齢別人口構成 - 18歳未満: 24.0% - 18-24歳: 9.5% - 25-44歳: 23.2% - 45-64歳: 21.9% - 65歳以上: 21.3% - 年齢の中央値: 41歳 - 性比（女性100人あたり男性の人口） - 総人口: 94.7 - 18歳以上: 92.1 | 世帯と家族（対世帯数） - 18歳未満の子供がいる: 28.5% - 結婚・同居している夫婦: 56.3% - 未婚・離婚・死別女性が世帯主: 5.9% - 非家族世帯: 35.1% - 単身世帯: 30.4% - 65歳以上の老人1人暮らし: 16.1% - 平均構成人数 - 世帯: 2.37人 - 家族: 2.96人 収入と家計 - 収入の中央値 - 世帯: 32,409米ドル - 家族: 41,808米ドル - 性別 - 男性: 28,344米ドル - 女性: 19,655米ドル - 人口1人あたり収入: 17,733米ドル - 貧困線以下 - 対人口: 10.6% - 対家族数: 6.6% - 18歳未満: 12.2% - 65歳以上: 9.1% |

## 都市と町
| - エメッツバーグ - 郡庁所在地 - エアシャー - カールー - シリンダー | - グレッティンガー - マラード - ロッドマン - ラスベン - ウェストベンド（部分） |

### 郡区
- ブース郡区
- エリントン郡区
- エメットバーグ郡区
- フェアフィールド郡区
- ファーンバレー郡区
- フリーダム郡区
- グレートオーク郡区
- ハイランド郡区
- インデペンデンス郡区
- ロストアイランド郡区
- ネバダ郡区
- ラッシュレイク郡区
- シルバーレイク郡区
- ヴァーノン郡区
- ウォルナット郡区
- ウェストベンド郡区